# Antonio Cánovas del Castillo
Antonio Cánovas del Castillo (Malaga, 8 febbraio 1828 – Mondragón, 8 agosto 1897) è stato un politico spagnolo.

## Biografia
Presidente del Consiglio dei ministri più volte, sia sotto il regno di Alfonso XII che di Alfonso XIII, fu assassinato alla stazione termale di Sant'Aguida dall'anarchico italiano Michele Angiolillo.
In questo periodo in Spagna non ci sono grandi partiti politici. Esistono piccoli partiti, piccoli partiti, movimenti, associazioni che, anche se accomunati da una stessa matrice ideologica, litigano costantemente tra di loro, i governi durano poco e si crea grande instabilità in un momento dove invece servirebbe il contrario.
Cànovas riesce a dare stabilità sulla base di una struttura politica chiamata turnismo , costruendo una unità del paese intorno ai simboli principali (il re, la bandiera, la nazione), e riuscendo a costruire:
-          Coalizione conservatrice (monarchici, alta borghesia, aristocrazia, tradizionalisti)
-          Coalizione Progressista (liberali, radicali)
che a turno devono andare al potere
Con questo sistema bisogna trovare il modo di indirizzare le elezioni in modo che questa alternanza si realizzi veramente.
La Spagna ha una società prevalentemente contadina (su un totale di circa 20.000.000 di abitanti solo 2.000.000 vivono nelle poche “grandi” città), e le campagne sono dominate dalla figura del cacique che ha il completo dominio sulla vita dei cittadini, e che diventa il destinatario delle indicazioni su come debba essere distribuito il voto, in modo che la maggioranza contadina possa prevalere su quella cittadina più difficile da controllare.
Le due parole d’ordine di questo sistema sono quindi:
·      Cacequismo         organizzazione sociale che funziona nelle campagne
·      Pucherazo            brogli elettorali
Elemento positivo è stato quello di aver dato stabilità politica al paese, elemento negativo è stato di averlo fatto attraverso un sistema di illeciti e brogli alimentando quel sistema caciquista che in realtà i progressisti si proponevano di controllare e reprimere.
La morte di Cànovas nel 1897 viene assunta come data di termine della Restaurazione borbonica, tanto che si dice che la Spagna entri nel nuovo secolo con due anni di anticipo.